# Galeana midas
Galeana midas là một loài bướm đêm trong họ Noctuidae.